# Simplicia renota
Simplicia renota là một loài bướm đêm trong họ Noctuidae.